# Éric Halphen
Pour les articles homonymes, voir Halphen.
Éric Halphen, né le 5 octobre 1959 à Clichy, est un magistrat et un ancien homme politique français. Juge anti-corruption, il a notamment instruit l'affaire des HLM de Paris et l'affaire des HLM des Hauts-de-Seine au tribunal de grande instance de Créteil. Il est le cofondateur de l'association Anticor. Il est également écrivain.

## Biographie
Fils du journaliste André Halphen, fondateur de l'hebdomadaire Télé poche, Éric Halphen obtient son bac littéraire à Versailles puis poursuit des études de droit à Sceaux (Faculté Jean Monnet de Paris XI) puis à la Faculté de droit de l'université de Paris (« Assas ») et enfin à l'École nationale de la magistrature (ENM), promotion 1982.
Après son stage à Caen, il devient en 1984 juge d'instruction à Douai, puis à Chartres. En 1989 il est nommé au tribunal de grande instance de Créteil, toujours comme juge d'instruction. En 1994 débute l'affaire des HLM de Paris dans laquelle le juge Halphen prendra une place prépondérante (voir paragraphe suivant). À la suite de cette affaire, il annonce en 2002 sa mise en disponibilité temporaire (pour une durée de cinq ans) de la magistrature et se destine alors à une carrière littéraire et politique. Il écrit un livre de souvenir de sa carrière de juge d'instruction (Sept ans de solitude), puis un roman policier et un recueil de nouvelles sur le rugby.
Il s'engage alors en politique en soutenant la candidature présidentielle de Jean-Pierre Chevènement et se présente comme candidat du Pôle républicain dans l'Essonne aux élections législatives de 2002, en réalisant un score de 10,54 % des voix dans la cinquième circonscription. Il s'éloigne ensuite du PR quand Jean-Pierre Chevènement se rapproche de la droite souverainiste.[précision nécessaire] Il crée alors un nouveau parti, le Mouvement pour une alternative républicaine et sociale (MARS), puis adhère au Mouvement de l'Utopie Concrète de l'architecte Roland Castro.
Fin 2006, il annonce la fin de sa mise en disponibilité et est réintégré début 2007 dans la magistrature ; il est alors affecté à la 3e chambre du tribunal de grande instance de Paris chargée des questions de propriété intellectuelle, un poste moins « sensible » selon lui. En 2008, il rencontre le braqueur Abdel Hafed Benotman, auteur de romans policiers lui aussi, dans le cadre d'un échange littéraire.
En octobre 2015, il devient conseiller à la cour d'appel de Paris. Il est président de la Chambre de l'instruction de la même juridiction depuis 2020.
Le 3 février 2017, il annonce son ralliement à Emmanuel Macron pour l'élection présidentielle française de 2017. Il est investi comme candidat En marche ! aux élections législatives de 2017 dans la 2e circonscription du Calvados où il est battu par Laurence Dumont.

## L'affaire des HLM de Paris
En 1994, début de l'affaire des HLM de Paris :  il enquête à partir de janvier 1994 sur un réseau de fausses factures entre Jean-Claude Méry et des entreprises prestataires de services pour les HLM de Paris. Jean-Claude Méry, ex-membre du comité central du RPR, est écroué en septembre 1994. L'enquête s'oriente aussi vers les Hauts-de-Seine, dont l'office d'HLM (HLM des Hauts-de-Seine) est dirigé par deux proches de Charles Pasqua, Didier Schuller et Patrick Balkany. En décembre 1994, Jean-Pierre Maréchal, son beau-père, est arrêté à Roissy alors que Didier Schuller lui remet une mallette d'argent. Il s'agit en fait d'une opération de déstabilisation le concernant. Didier Schuller s'enfuit à l'étranger et reviendra de cavale en 2002.
En 1996, l'ancien no 2 de l'OPAC, François Ciolina, dénonce les travaux réalisés dans l'appartement en HLM du fils de Jean Tiberi. En juin 1996, le juge Halphen perquisitionne au domicile du maire de Paris. Dans l'escalier, prévenus par leur hiérarchie, les policiers refusent de l'assister. Ils seront sanctionnés. En 1999, Jean Tiberi est mis en examen pour « complicité de trafic d'influence ». Le maire, en qualité de patron de l'OPAC, se défend d'avoir commis la moindre irrégularité. En novembre 1999, le juge boucle son dossier.
En 2000, Le Monde publie les aveux posthumes de Jean-Claude Méry, filmés par le journaliste Arnaud Hamelin en décembre 1995 et qui constituent  la fameuse « cassette Méry ». Éric Halphen relance son enquête, même si dans un entretien télévisé, le président en exercice Jacques Chirac, présumé au centre de l'affaire, qualifie les accusations de la cassette d'« abracadabrantesques ». En 2001, il convoque Jacques Chirac comme simple témoin. À l'Élysée, certains parlent alors de « forfaiture » et le Président de la République estime que sa fonction lui interdit de se rendre dans le bureau du juge d'instruction. Après les nouveaux aveux de François Ciolina, le juge Halphen estimera les charges « suffisantes » pour envisager cette fois une mise en examen de Jacques Chirac. Il se déclarera alors incompétent, en tant que juge judiciaire et demandera qu'une instruction soit menée par la Haute cour de justice, compétente en cas de délits ou crimes commis, dans l'exercice de leurs fonctions, par les plus hautes autorités de l' Etat (président de la République et ministres). En septembre 2001, la chambre de l'instruction de la Cour d'appel de Paris estime que le juge ne pouvait pas relancer son dossier et annule toute la fin de la procédure. Il est dessaisi au profit d'un autre juge d'instruction, Armand Riberolles.

## Publications

### Récits
- Sept ans de solitude, Paris, éditions Gallimard, coll. « Impacts », 2002, 249 p.  (ISBN 2-207-25338-4) (BNF 38831107)
- Au lieu des larmes, Paris, éditions Stock, 2004, 209 p.  (ISBN 2-234-05734-5) (BNF 39236490)
- Le Faussaire de la famille, Paris, Buchet-Chastel, 2022, 233 p.  (ISBN 978-2-283-03550-4) (BNF 46988759)

### Romans
- Bouillottes, Paris, éditions Gallimard, coll. « La noire », 1998, 254 p.  (ISBN 2-07-075475-8) (BNF 37032199)
- Baisers maudits, Paris, éditions Buchet-Chastel, 2006, 249 p.  (ISBN 978-2-283-02172-9) (BNF 40128305)
- Maquillages, Paris, éditions Payot & Rivages, coll. « Rivages-thriller », 2007, 397 p.  (ISBN 978-2-7436-1702-8) (BNF 41058737) ; rééd. Paris, Payot & Rivages, coll. « Rivages/Noir » no 823, 2011  (ISBN 978-2-7436-2230-5)
- La Piste du temps, Paris, éditions Payot & Rivages, coll. « Rivages-thriller », 2010, 414 p.  (ISBN 978-2-7436-2116-2) (BNF 42200727) ; rééd. Paris, Payot & Rivages, coll. « Rivages/Noir » no 957, 2014  (ISBN 978-2-7436-2707-2)
- La Faiblesse du maillon, Paris, éditions Payot & Rivages, coll. « Rivages-thriller », Paris, 2020  (ISBN 978-2-7436-5052-0)

### Nouvelles
- Michel Embareck et Éric Halphen, Nouvelles mêlées : nouvelles, Paris, éditions Gallimard, 2003, 226 p.  (ISBN 2-07-076627-6) (BNF 39065286)

### Essais
- Mitterrand : ombres et lumière, Paris, éditions Scali, 2005, 192 p.  (ISBN 978-2-35012-026-3) (BNF 40061662)
- Le Bal des outrés : propositions en réponse à ceux qui veulent tuer le juge d'instruction, Paris, éditions Privé, 2006, 231 p.  (ISBN 978-2-35076-021-6) (BNF 40174583)
- Sports, Paris, éditions Pierre Terrail, coll. « 2000 ans d'images », 2005, 91 p.  (ISBN 978-2-87939-298-1) (BNF 40081957)

### Autre publication
- Vases communicants (illustration de frontispice par Roger Blachon), Saint-Julien-Molin-Molette, éditions et imprimerie du Pré Battoir, coll. « Carnets des sept collines » no 28, 2007, 47 p.  (ISBN 978-2-915412-91-8) (BNF 41172204)